# Бакумівка (Миргородський район)
Баку́мівка — село в Україні, у Комишнянській селищній громаді Миргородського району Полтавської області. Населення становить 474 осіб. До 2020 року орган місцевого самоврядування — Черевківська сільська рада.

## Географія
Село Бакумівка знаходиться на лівому березі річки Хорол, вище за течією на відстані 0,5 км розташоване село Новоселиця, нижче за течією на відстані 5 км розташоване село Хомутець. Річка в цьому місці звивиста, утворює лимани, стариці та заболочені озера.

## Економіка
- «Агротех-Гарантія», ТОВ.

## Об'єкти соціальної сфери
- Школа І-ІІ ст.
- Будинок культури.

## Односельці
- ПАВЛОВ Степан Іванович, 1906 р., с. Бакумівка Миргородського р-ну Полтавської обл., українець, із селян, освіта вища. Проживав у м. Пирятин Полтавської обл. Військовослужбовець. Заарештований 16 березня 1938 р. Засуджений Військовим трибуналом № 113 КВО 11 квітня 1939 р. за ст. 54-10 ч. 1 КК УРСР до 6 років позбавлення волі з поразкою в правах на 3 роки. Реабілітований Верховним Судом СРСР 17 лютого 1958 р.[1]